# Akeem Agbetu
Akeem Agbetu (født 10. marts 1988) er en nigeriansk fodboldspiller, der spiller for Kolding i 1. division. Agbetu har tidligere spillet for FC Ebedei i Nigeria.
Akeem Agbetu er fodboldmæssigt opdraget på FC Midtjyllands fodboldakademi. Den nigerianske angriber har repræsenteret FC Midtjylland i 2. division.